# Bullmasztiff
A bullmasztiff zömök testfelépítésű kutya, erős és rövid háttal.

## Alkata
A lágyéka széles és izmos, oldalai magasak. A magasan tűzött farok kihegyesedik, a csánkig ér, egyenes vagy ívelt. A mellkasa széles és mély, a szügy tágas. Az erős, egyenes mellső lábak csánkja mérsékelten szögletes. A bullmasztiff mancsa macskaszerű. Az izmos nyak mérsékelten hosszú és szépen ívelt. A nagy és négyszögletes koponya csak akkor ráncos, ha a kutya figyel. A koponya kerületének meg kell egyeznie a marmagassággal. Az arcorri része széles és rövid. A füle V alakú, magasan tűzött, ez csak kihangsúlyozza a koponya négyszögletességét. A szeme közepes nagyságú. A bullmasztiff harapása harapófogó-szerű, bár enyhe alsó harapása is elképzelhető. Szőrzete érdes tapintású, rövid szőrszálai a testhez simulnak. A bullmasztiff szőrzete csíkozott lehet, sárga, barna vagy vörös csíkok elképzelhetők. Az arcorri rész és a fül mindig fekete. A mellkason lehetséges kisebb fehér folt. A legtöbbnek  mogyoróbarna vagy barna szeme van.

## Jelleme
A bullmasztiff rendkívül kiegyensúlyozott, nem különösebben befolyásolható, s általában nyugodt módon reagál az ingerekre. Bátor és fizikailag is sokat követel magától. Ugyanakkor igen érzékeny az otthonában uralkodó hangulatra, és a család tagjaival szemben kimondottan gyengéd. Nem ugat sokat, de veszély esetén mindig jelez. A bullmasztiff elszántan védelmezi családját és otthonát a rossz szándékú személyek ellen.
Társas viselkedése:
A bullmasztiff türelmes a gyerekekkel; fajtársaival szemben azonban nagyon domináns módon viselkedhet, akár a szabadban találkozik velük, akár a lakásban. Ha fiatal korában megfelelően szocializálták, könnyen meg tud férni az egyéb háziállatokkal, például a macskákkal. A család barátait elfogadja, különösen akkor, ha gazdája is jelzi, hogy minden rendben, a nem kívánt látogatókat azonban feltartóztatja.

## Mérete
Marmagasság: kan: 64–69 cm, szukák 61–66 cm
Testtömeg: kan: 50–59 kg, szuka: 41–54 kg
Várható élettartam: 8 év

## Megjegyzés
A fajta legjobban a tisztességes, kiegyensúlyozott, következetes nevelésre reagál, amely harmonikus környezetben zajlik. A bullmasztiff igen érzékeny gazdája hanghordozására, így az irányítása nem nehéz feladat – de ahhoz olyan ember kell, aki éreztetni tudja a tekintélyét, máskülönben nehezen tudna úrrá lenni egy ekkora erejű, a fajtársaival szemben ennyire domináns magatartású állaton. A bullmasztiffot ma főként figyelmes családi kutyaként tartják, ugyanakkor minden testi és szellemi adottsága megvan ahhoz, hogy jó teljesítményt nyújtson a különféle kutyás sportokban.